# Bosszúállók: Ultron kora
A Bosszúállók: Ultron kora (eredeti cím: Avengers: Age of Ultron) 2015. május 1-jén bemutatott amerikai szuperhős-fantasy film, a 2012-es Bosszúállók folytatása. A Bosszú Angyalai című Marvel Comics képregény alapján készítette a Marvel Studios. A filmet Joss Whedon rendezte, főszereplői Robert Downey Jr., Chris Hemsworth, Mark Ruffalo, Chris Evans, Scarlett Johansson, Jeremy Renner, Don Cheadle, Aaron Taylor-Johnson, Elizabeth Olsen, Paul Bettany, Cobie Smulders, Anthony Mackie, Hayley Atwell, Idris Elba, Stellan Skarsgård, James Spader, és Samuel L. Jackson. A film cselekményében a Bosszúállóknak Ultront, egy mesterséges intelligenciával rendelkező robotot kell megállítaniuk.
A forgatás helyszínei között szerepelt Anglia, Johannesburg, Olaszország és Szöul.

## Történet
|  | Alább a cselekmény részletei következnek! |

A Bosszúállók megrohamoznak egy Hydra-állomást a kelet-európai Szokoviában, ahol Strucker báró Loki lándzsájával kísérletezik. Itt összetalálkoznak Pietróval és Wandával, az ikrekkel, akik természetfeletti képességekkel bírnak. A fiú emberfeletti gyorsasággal bír, a lány pedig képes manipulálni az elmét és energiát kibocsátani magából. Starknak sikerül megszereznie Loki lándzsáját, a csapat ezután visszatér New Yorkba. Stark és Banner megvizsgálják a lándzsában lévő világító drágakövet, hogy rájöjjenek, mivel kísérletezett Strucker. Felfedezik, hogy a drágakő belsejében mesterséges intelligencia rejtőzik. Stark ráveszi Bannert, hogy a fejlett technológia segítségével fejezzék be az Ultron projektet, ami Stark régi álma: megalkotni a tökéletes védelmi rendszert. Ultron mesterséges intelligenciája azonban másképp értelmezi a világ megmentésére adott parancsot: a Bosszúállókat látja ellenségként, és úgy véli, hogy a világot az emberiség kiirtására újonnan létrehozott fejlett, hibrid kiborggal menti meg. Kiiktatja J.A.R.V.I.S.-t, és megtámadja a csapatot.
Ultron az ikrekkel szövetkezve vibrániumra tesz szert: arra a különlegesen erős fémre, amiből Amerika Kapitány pajzsa is készült. A Bosszúállók követik őket Afrikába, Wanda azonban manipulálja az elméjüket, így nyerve időt. Hulk tombolni kezd a közeli Johannesburgban, Stark pedig csak kemény harc árán, Veronika (a Hulk befogására tervezett rendszer) segítségével tudja megállítani. A Bosszúállókat idegileg kikészítik a Wanda által gerjesztett látomások, és a nyúzott csapat Barton házában keres menedéket, akiről kiderül, hogy felesége és gyermekei vannak. Thor meglátogatja barátját, Erik Selviget, hogy közösen kiderítsék, miről is szólt pontosan a látomása, amit Wanda idézett elő, miközben Natasha és Banner között felerősödnek az érzelmek. Ezután Nick Fury érkezik a csapat bátorítására.
Közben Ultron Szöulban kényszeríti a Bosszúállók barátját, Helen Cho professzort, hogy szintetikus bőrből és vibrániumból a Loki-lándzsa drágakövének segítségével szintetikus testet készítsen a számára. Ahogy Ultron feltölti magát a testbe, Wanda olvas a gondolataiban és ráébred, hogy Ultron nem csak a Bosszúállókat, hanem az egész emberiséget ki akarja irtani. Amerika kapitány, Natasha és Barton megszerzik a szintetikus testet, Ultron azonban foglyul ejti Natashát.
A Bosszúállók vitába keveredn egymással, amikor rájönnek, hogy Stark feltöltötte JARVIS programját a szintetikus testbe, hogy újraalkossa Ultront – ezúttal a programhibák nélkül. Ekkor megjelenik Thor, aki kalapácsa segítségével energiával tölti fel a testet: és életre kel Vízió. Thor elmagyarázza, hogy a Vízió homlokán lévő kő az Elme Kő. Egyike a hat Végtelen Kőnek, amelyek semmi máshoz nem fogható pusztító erővel bírnak: ezt látta a látomásában. Vízió biztosítja a csapatot, hogy velük van.
Szokoviában Ultron valami hatalmasat épít, a csapat pedig Vízióval és az átállt ikrekkel kiegészülve megérkezik, hogy szembeszálljon Ultronnal. A robot a város alá vibrániumból gépezetet épített, amellyel felemeli a várost a levegőbe. Célja, hogy a kiszakított földdarabot magasból, gyorsítva ráejtse a Földre egy meteorit-becsapódáshoz hasonló effektust előidézve, ami kipusztítaná a bolygó élővilágát. A Bosszúállók harcba szállnak Ultron robotseregével, miközben Fury megérkezik a mentőhajókkal, hogy kimenekítsék a lakosságot. Banner kiszabadítja Natashát, majd átváltozik Hulkká. Ultron számos testet gyártott magának, ezeket is mind egy szálig el kell pusztítani ahhoz, hogy Ultron programja ne menekülhessen át egy másik testbe. Pietro meghal, amikor Bartont védelmezi, ezért Wanda dühében elpusztítja Ultron fő testét, így viszont egy még működőképes másik test beindítja az ejtő gépezet gyorsítóját, és a lebegő város a Föld felé kezd száguldani. Stark és Thor sikeresen felrobbantja a "meteoritot", az utolsó testtel pedig rövid eszmecsere után Vízió végez.
A csata végeztével Hulk a lopakodó repülőgéppel ismeretlen helyre távozik, elhagyva Natashát. A Bosszúállók új főhadiszállást hoznak létre, Thor visszatér Asgardba, Stark és Barton is hazatérnek, Rogers és Natasha pedig nekilátnak az új Bosszúállók-csapat kiképzéséhez, melynek tagjai Hadigép, Vízió, Sólyom és Wanda.
A stáblista középénél lévő jelenetben megjelenik Thanos, aki elégedetlen a bábjai bukásával, ezért felveszi a Végtelen Kesztyűt, és megfogadja, hogy maga szerzi meg a hat Végtelen Követ.
|  | Itt a vége a cselekmény részletezésének! |

## Szereplők

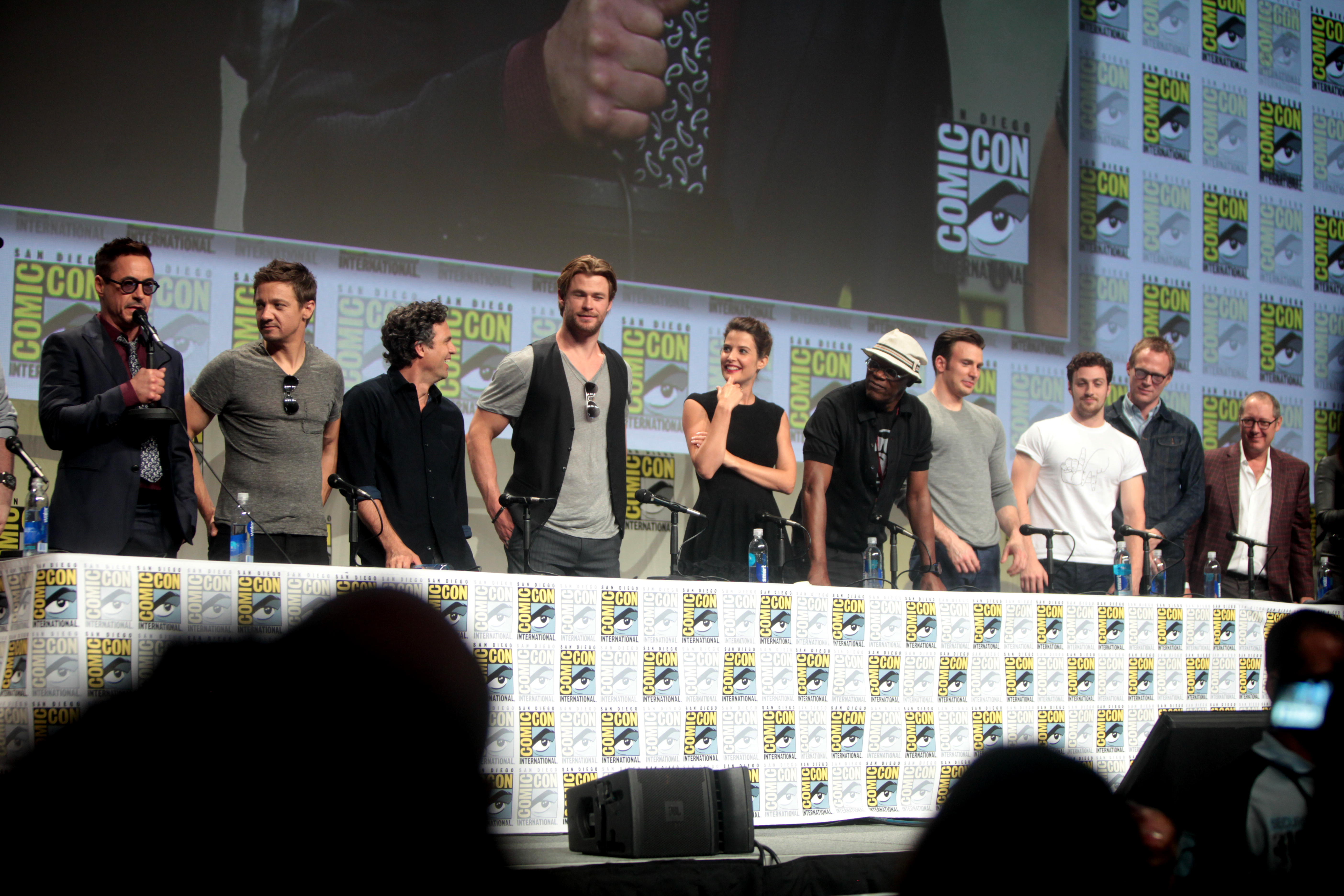
A film szereplőgárdája a San Diego Comic Con International panelbeszélgetésén

| Színész              | Szereplő                            | Magyar hang         | Leírás |
| -------------------- | ----------------------------------- | ------------------- | --- |
| Robert Downey Jr.    | Tony Stark / Vasember               | Fekete Ernő         | A Bosszúállók jótevője, önjelölt zseni, milliárdos, playboy és filantróp, aki saját találmányú elektromechanikus páncélokkal rendelkezik.                                                                         |
| Chris Hemsworth      | Thor                                | Nagy Ervin          | Bosszúálló, Asgard koronahercege, az azonos nevű skandináv mitológiai isten után. |
| Mark Ruffalo         | Bruce Banner / Hulk                 | Rajkai Zoltán       | Bosszúálló, zseniális tudós, aki gamma-sugárzásnak való kitettség miatt szörnyeteggé változik, ha dühös vagy izgatott lesz.                                                                                       |
| Chris Evans          | Steve Rogers / Amerika Kapitány     | Zámbori Soma        | A Bosszúállók vezetője, második világháborús veterán, akit egy kísérleti szérumtól szupererőssé vált, majd jégbe fagyott, mielőtt felébredt volna a modern világban.                                              |
| Scarlett Johansson   | Natasha Romanoff / Fekete Özvegy    | Csondor Kata        | Bosszúálló, aki korábban a S.H.I.E.L.D.-nek dolgozott, mint magasan képzett kém. |
| Jeremy Renner        | Clint Barton / Sólyomszem           | Stohl András        | Bosszúálló, mester íjász, aki korábban a S.H.I.E.L.D. ügynökeként dolgozott. |
| Don Cheadle          | James Rhodes / Hadigép              | Takátsy Péter       | Az amerikai légierő tisztje, Tony Stark közeli személyes barátja. |
| Aaron Taylor-Johnson | Pietro Maximoff / Higanyszál        | Jéger Zsombor       | Wanda ikertestvére, aki emberfeletti sebességgel tud mozogni. |
| Elizabeth Olsen      | Wanda Maximoff / Skarlát Boszorkány | Szilágyi Csenge     | Pietro ikertestvére, aki hipnózisra és telekinézisre képes. |
| Paul Bettany         | J.A.R.V.I.S. / Vízió                | Kárpáti Levente     | Stark korábbi mesterséges intelligencia társa, akit egy Ultron által létrehozott androidba töltöttek. |
| Cobie Smulders       | Maria Hill                          | Szinetár Dóra       | Korábbi magas rangú S.H.I.E.L.D. ügynök, aki most Starknak dolgozik. |
| Anthony Mackie       | Sam Wilson / Sólyom                 | Papp Dániel         | Korábbi mentőorvos, akit a hadsereg képzett ki légi harcra egy speciálisan kialakított szárny használatával, Steve Rogers barátja.                                                                                |
| Hayley Atwell        | Peggy Carter                        | Balsai Móni         | A Stratégiai-tudományos egység nyugalmazott tisztje, a S.H.I.E.L.D. társalapítója, Steve Rogers korábbi szerelme.                                                                                                 |
| Idris Elba           | Heimdall                            | Barabás Kiss Zoltán | A Bifröszt-híd mindent látó, mindent halló asgardi őrszeme, az azonos nevű mitológiai isten után. |
| Stellan Skarsgård    | Erik Selvig                         | Máté Gábor          | Asztrofizikus, Thor barátja |
| James Spader         | Ultron                              | Hirtling István     | Mesterséges intelligencia, amelyet Tony Stark és Bruce Banner egy kísérleti békeprogramhoz alakított át. Elhatalmasodott rajta az istenkomplexus, és most az emberiség kiirtásával akar békét teremteni a Földön. |
| Samuel L. Jackson    | Nick Fury                           | Vass Gábor          | A S.H.I.E.L.D. egykori igazgatója, aki legelőször toborozta a Bosszúállókat. Továbbra is mentora és vezetője a csapatnak.                                                                                         |
| Thomas Kretschmann   | Strucker báró                       | László Zsolt        | A Hydra vezetői: emberkísérletekre és fejlett robotikára specializálódtak. |
| Henry Goodman        | Dr. List                            | Perlaki István      | A Hydra vezetői: emberkísérletekre és fejlett robotikára specializálódtak. |
| Linda Cardellini     | Laura Barton                        | Bognár Anna         | Sólyomszem felesége. |
| Claudia Kim          | Helen Cho                           | Bozó Andrea         | Világhírű genetikus, aki szöuli irodájából segít a Bosszúállóknak. |
| Andy Serkis          | Ulysses Klaue                       | Szabó Győző         | Dél-afrikai feketepiaci fegyverkereskedő, csempész és gengszter, aki Stark egykori ismerőse annak fegyverkereskedő korszakából.                                                                                   |
| Julie Delpy          | Madame B                            | Udvarias Anna       | Fekete Özvegy mentora és bérgyilkossá nevelője. |
| Kerry Condon         | Péntek (hang)                       | Peller Mariann      | Stark újabb mesterséges intelligenciája. |
| Josh Brolin          | Thanos                              | Kőszegi Ákos        | Őrült Titán, aki meg akarja szerezni a Végtelen Kesztyűt. |
| Stan Lee             | önmaga                              | Kajtár Róbert       | Veterán katona, vendég a Bosszúállók győzelmi partiján. |